# Helmut Mrosla
Helmut Mrosla (* 1. Januar 1936; † 14. April 2020) war ein deutscher Fußballspieler und -trainer.

## Werdegang

### Spieler
Der Halbstürmer Helmut Mrosla begann seine Karriere im Alter von sieben Jahren beim Bremer Verein Blumenthaler SV, wo er im Alter von 17 Jahren bereits in der ersten Mannschaft debütierte. Trotz eines Angebots vom FC St. Pauli wechselte der kopfballstarke Spieler zum VfB Oldenburg und debütierte in der Saison 1960/61 in der seinerzeit erstklassigen Oberliga Nord. Gleich in seiner ersten Saison erzielte er 18 Saisontore. 1963 verpassten die Oldenburger die Qualifikation für die neu geschaffene Bundesliga und spielten in der zweitklassigen Regionalliga Nord weiter. Im Jahre 1969 beendete er seine Karriere. Für die Oldenburger absolvierte er 80 Oberligaspiele, in denen er 30 Tore erzielte. Dazu kamen 167 Regionalligaspiele, bei denen er 35 Tore erzielte.

### Trainer
Im Sommer 1969 übernahm Mrosla den Verbandsligisten SSV Delmenhorst, ehe er ein Jahr später zum Regionalligisten TSR Olympia Wilhelmshaven wechselte. Die Wilhelmshavener führte er gleich in seiner ersten Saison auf Platz sechs. 1972 kehrte Mrosla zum VfB Oldenburg zurück und verpasste zwei Jahre später mit der Mannschaft die Qualifikation für die neu geschaffene 2. Bundesliga. In der Saison 1974/75 wurden die Oldenburger Meister der Oberliga Nord, scheiterten aber in der Aufstiegsrunde zur 2. Bundesliga an Westfalia Herne und dem Spandauer SV. Im Sommer 1976 wechselte Mrosla zum gerade in die Oberliga Nord aufgestiegenen Club SV Atlas Delmenhorst. Nach einem sechsten Platz in der Aufstiegssaison gerieten die Delmenhorster in Abstiegsgefahr, so dass Mrosla im Herbst 1977 gehen musste. Im Sommer 1978 kehrte Mrosla zum VfB Oldenburg zurück und führte das Team in der Saison 1979/80 zur Meisterschaft und zum Aufstieg in die 2. Bundesliga. Im November 1980 musste Mrosla wieder gehen, als die Mannschaft im Abstiegskampf steckte. Er wechselte daraufhin zum Lokalrivalen VfL Oldenburg in die Bezirksoberliga Weser-Ems und schaffte 1984 mit der Mannschaft den Aufstieg in die Landesliga. 1993 half er noch einmal als Co-Trainer von Wolfgang Steinbach beim VfB Oldenburg aus.

## Erfolge
- Meister der Oberliga Nord: 1974/75, 1979/80